# Герб Петропавловского национального наслега
Герб муниципального образования сельское поселение «Петропавловский национальный наслег» Усть-Майского улуса Республики Саха (Якутия) Российской Федерации.
Герб утверждён Решением Петропавловского наслежного Совета депутатов от 15 сентября 2010 года № 34-5.
Герб внесён в Государственный геральдический регистр Российской Федерации под регистрационным номером 6619.

## Описание герба
«Поле пересечено золотом и лазурью; в золоте выходящее наполовину из лазури червлёное солнце (без изображения лица); поверх лазури и солнца золотой берёзовый лист в левую перевязь».

## Описание символики
Лист берёзы олицетворяет историческое название Петропавловского наслега «Чаран».
Солнце — символ тепла, света, жизни.
Основные направления деятельности наслега: сельское хозяйство (жёлтый цвет — цвет плодородия) и авиация (синий цвет — цвет неба)